# هانس-یورگن کرایشه
هانس-یورگن کرایشه (به آلمانی: Hans-Jürgen Kreische) بازیکن فوتبال و مهاجم اهل آلمان شرقی بود که از سال ۱۹۶۸ میلادی عضو تیم ملی فوتبال آلمان شرقی بوده‌است. وی در ۵۰ بازی ملی حضور داشته و در بازی‌های ملی‌اش ۲۵ گل به ثمر رساند. هانس-یورگن کرایشه آخرین بازی ملی خود را در سال ۱۹۷۵ میلادی انجام داد.